# Phepheng
Phepheng, também conhecida como Draaihoek, é uma vila localizada no distrito de Kgalagadi em Botswana. Possuía, em 2011, uma população estimada de 994 habitantes.